# 954 (numero)
Novecentocinquantaquattro (954) è il numero naturale dopo il 953 e prima del 955.

## Proprietà matematiche
- È un numero pari.
- È un numero composto con 12 divisori: 1, 2, 3, 6, 9, 18, 53, 106, 159, 318, 477, 954. Poiché la somma dei suoi divisori (escluso il numero stesso) è 1152 > 954, è un numero abbondante.
- È un numero palindromo e un numero ondulante nel sistema posizionale a base 12 (676) e in quello a base 13 (585).
- È un numero odioso.
- È un numero nontotiente (per cui la equazione φ(x) = n non ha soluzione).
- È un numero di Harshad nel sistema numerico decimale.
- È parte delle terne pitagoriche (504, 810, 954), (954, 1272, 1590), (954, 2728, 2890), (954, 4240, 4346), (954, 8400, 8454), (954, 25272, 25290), (954, 75840, 75846), (954, 227528, 227530).

## Astronomia
- 954 Li è un asteroide della fascia principale del sistema solare.
- NGC 954 è un galassia spirale della costellazione di Eridano.

## Astronautica
- Cosmos 954 è un satellite artificiale russo.